# Less Than Evil
Less Than Evil (hangul: 나쁜 형사, RR: Nappeun Hyeongsa, también conocida como Bad Detective), es un drama surcoreano emitida del 3 de diciembre de 2018 hasta el 29 de enero de 2019, a través de la MBC TV.
La serie está basada en la popular serie británica Luther de Neil Cross.

## Historia
El drama se centra en la batalla psicológica en curso entre un asesino psicópata brillante y un duro y temperamental detective en jefe impulsado por la justicia.
Woo Tae-suk, es un detective experimentado y bien establecido con una larga carrera profesional, pero a pesar de todo, es un ser humano solitario y con preocupaciones. Mientras se enfoca en resolver casos, sus acciones son completamente controvertidas porque cruza la línea entre el bien y el mal. Su vida da un vuelco, cuando un caso de su pasado vuelve a su vida después de 13 años.

## Reparto[4]

#### Personajes principales
| Actor                | Personaje                     | N.º de episodios | Notas |
| -------------------- | ----------------------------- | ---------------- | --- |
| Shin Ha-kyun         | Det. Woo Tae-suk              | 32               | Es un detective duro, implacable y sin escrúpulos con la mayor tasa de arrestos y con un fuerte sentido de la justicia, que vive atormentado por los críemens que resuelve. Poco después se revela que cuando Jang Hyung-min mató a Kwon Soo-ah, tanto Bae Yeo-wool como Woo Tae-hee, la hermana meor de Tae-suk habían presenciado el hecho. Sin embargo intentando proteger a su hermana del peligro, Tae-suk había decidido realizar el careo únicamente entre Bae Yeo-wool y Jang Hyeong-min. Molesto, cuando Hyeong-min descubre donde vive Yeo-wool, va a su casa y mata a su madre, lo que ocasiona que Yeo-wool desaparezca y se convierta en Eun Sun-jae. Más tarde se convierte en el líder del equipo "S&S (Serious & Serial)" de la policía.                                   |
| Lee Seol Cho Yi-hyun | Eun Sun-jae / Bae Yeo-wool    | 32               | Eun Sun-jae: es una inteligente psicópata y asesina que es insensible a su propia muerte. Más tarde se revela que en realidad era Bae Yeo-wool y que Jang Hyung-min había sido el responsable de la muerte de su familia como venganza por haber testificado en su contra. Bae Yeo-wool: es una estudiante y la amiga de Woo Tae-he. Se convierte en la testigo del asesinato de Kwon Soo-ah y cuando conoce al detective Woo Tae-suk no confía en él y lo amenaza con saltar del acantilado si se acerca a ella. Luego de calmarla, Tae-suk decide presentarla como testigo contra el asesino Jang Hyung-min. Sin embargo poco después, se descubre que su familia había sido sacrificada y que Yeo-wool había desaparecido. Caso que ha molestado a Tae-suk durante los últimos 13 años. |
| Park Ho-san          | Det. Jeon Choon-man           | 32               | Es un detective líder del área metropolitana que esconde un obscuro secreto y que siempre está en desacuerdo con Woo Tae-suk. Más tarde se revela que en realidad Choon-man estaba ayudando al asesino en serie Jang Hyung-min, también se revela que junto a Jang Hyung-min, habían sido los responsables de dispararle y matar a Song Man-soo. |
| Kim Gun-woo          | Jang Hyung-min / Jang Seon-ho | 32               | Es un asesino en serie que pretende ser un fiscal. Es el mayor enemigo de Woo Tae-suk. Más tarde muere, luego de recibir un disparo mientras tenía secuestradas a Eun Sun-jae y a Woo Tae-hee. |

#### Personajes secundarios
| Actor          | Personaje           | N.º de episodios | Notas |
| -------------- | ------------------- | ---------------- | --- |
| Baro           | Det. Chae Dong-yoon | -                | Es un joven, honrado y recto detective del equipo "S&S (Serious & Serial)", que se graduó antes de tiempo en la academia de policía como el mejor de su clase y hace todo siguiendo estrictamente las reglas. Es el compañero del detective Woo Tae-suk, a quien respeta y sigue. |
| Bae Da-bin     | Det. Shin Ka-young  | -                | Es una susceptible detective del equipo "S&S (Serious & Serial)" de la policía que sueña y aboga por un turno de trabajo de nueve a cinco. |
| Bae Yoo-ram    | Ban Ji-deuk         | -                | Es un hacker y experto en programación de tecnologías de la información que solía dirigir su propia agencia de detectives. Poco después es elegido como asesor del equipo "S&S (Serious & Serial)" del detective Woo TAe-suk debido a sus destacadas habilidades.                 |
| Yang Jae-young | Det. Lee Moon-ki    | -                | Es un detective del equipo "S&S (Serious & Serial)" de la policía y miembro del equipo del detective Woo Tae-suk. Confía y apoya plenamente en Woo Tae-suk. |
| Ryu Tae-ho     | Choi Jung-woo       | -                | Es un tímido e indeciso detective que trabaja junto al detective Jeon Choon-man. |
| Yoon Hee-seok  | Jo Doo-jin          | -                | Es el jefe del departamento de relaciones públicas de la estación de policía y el mejor amigo de Woo Tae-suk. |
| Kim Ho-jung    | -                   | -                | Es la oficial de la policía forense |
| Hong Eun-hee   | Kim Hae-joon        | -                | Es una abogada y la esposa de Woo Tae-suk. Más tarde es acuhillada por Jang Hyung-min, y muere por sus heridas. |
| Bae Yoon-kyung | Woo Tae-hee         | -                | Es la hermana menor de Woo Tae-suk. |
| Kim Na-yoon    | Mrs. Sung           | -                | Es la jefa del equipo de investigación forense. |
| Shim Eun-woo   | Jeon Joo-yeon       | 12-15            | Es un joven que presencia un asesinato y se convierte en una de las víctimas de secuestro de Jang Hyung-min. Joo-yeon es rescatada por el detective Woo Tae-suk. |
| Kim Yi-kyung   | Kwon Soo-ah         | -                | Es una de las víctimas de Jang Hyung-min. Su asesinato fue presenciado por Bae Yeo-wool y Woo Tae-hee. |
| Uhm Tae-yoon   | Seo Ji-hun          | -                | Es un pequeño testigo en el caso de secuestro. |
| Min Joon-hyun  | -                   | -                | Es un jefe de sección. |
| Ha Min         | Goo Young-mi        | -                | |

### Otros personajes
| Actor                    | Personaje             | Episodio(s) donde apareció | Notas |
| ------------------------ | --------------------- | -------------------------- | --- |
| Lee A-ra                 | Hwang Eun-joo         | 1                          | |
| Jung Sung-yoon           | -                     | -                          | Es un empleado de la oficina de enjuiciamiento. |
| Joel Roberts             | -                     | -                          | Es un soldado estadounidense. |
| Kim Dong-won Lee Shi-woo | Song Yoo-jin          | 7-8                        | Es el hijo de Song Man-soo. Es un asesino en serie que quiere vengar a su padre, quien fue acusado de asesinato. Muere luego de que la policía le dispara. |
| Lee Yong-joo             | Go Joo-seong          | 11-15                      | Es un asesino. |
| Kwon Tae-won             | -                     | -                          | Es el director general de la policía. |
| Jung Myung-joon          | Han Nam-ki            | -                          | Es un abogado. |
| Kim Gi-cheon             | Seo Jae-geun          | -                          | Es un jefe. |
| Song Min-hyung           | Lee Soo-han           | -                          | Es el director del hospital Hankyul. |
| Kim Jong-goo             | Choi Yang-soo         | -                          | Es un asambleísta. |
| Hwang Seok-jeong         | Hwang Boo-kyung       | 24-26                      | Es la madre de una de las víctimas. |
| Kim Bo-kyung             | -                     | -                          | Es una detective. |
| Choi Jong-won            | Lee Sung-hak          | 25-28                      | Es un asesino en serie. |
| Lee Ji-wan               | -                     | -                          | Es una joven estudiante. |
| Hong Seo-joon            | Yoo Jung-soo          | 25-28                      | Es un empleado del banco. |
| Kim Dae-kook             | -                     | -                          | Es un empleado de la oficina de seguridad bancaria. |
| Lee Sun-young            | -                     | -                          | Es una miembro del equipo de investigación de escenas del crimen (CSI).                                                                                    |
| Kang Pil-sun             | -                     | -                          | Es un doctor. |
| Han Bom                  | -                     | -                          | Es una empleada del banco. |
| Han Seung-hyun           | -                     | -                          | Es un empleado del pabellón. |
| Im Tu-cheol              | -                     | -                          | Es un broadcast jockeys (BJ) de transmisión por internet.                                                                                                  |
| Kim Won-joong            | -                     | -                          | |
| Jo Yong-jin              | Im Ji-ho (de pequeño) | -                          | |
| Choi Moon-kyung          | -                     | -                          | |
| Bae Eun-woo              | -                     | -                          | |
| Kim Dan-yool             | Lee Dae-woong         | -                          | |
| -                        | Jang Seok-goo         | -                          | Es un hombre que cometió violación y abuso, también mató al prometido de su víctima. Más tarde es secuestrado y asesinado por Kang Woo-joon.               |
| -                        | Hwang Dong-yeon       | -                          | Es una víctima de secuestro del asesino en serie Pierrot Joker.                                                                                            |

### Apariciones especiales
| Actor        | Personaje                      | Episodio(s) donde apareció | Notas |
| ------------ | ------------------------------ | -------------------------- | --- |
| Ahn Nae-sang | -                              | 3                          | Es el comisionado general. |
| Jeon Jin-ki  | Song Man-soo                   | 7-8                        | Es un convicto y el padre de Song Yoo-jin. Es asesinado a disparos por el asesino en serie Jang Hyung-min y su cómplice el corrupto detective Jeon Choon-man. |
| Lee Jae-yoon | Kang Woo-joon ("The Punisher") | 21-24                      | Es el responsable de secuestrar y matar a Jang Seok-goo, un hombre que había cometido violación, abuso y asesinato.                                           |

## Episodios
La serie está conformada por treinta y dos episodios, los cuales fueron transmitidos todos los lunes y martes a las 22:00 (KST).

### Ratings
Los números en azul indican las puntuaciones más altas, mientras que los números en rojo indican los episodios con menor calificación.
| Episodio | Fecha de emisión        | Participación promedio de audiencia | Participación promedio de audiencia | Participación promedio de audiencia |
| Episodio | Fecha de emisión        | AGB Nielsen                         | AGB Nielsen                         | TNmS                                |
| Episodio | Fecha de emisión        | Nacional                            | Seúl                                | Nacional                            |
| -------- | ----------------------- | ----------------------------------- | ----------------------------------- | ----------------------------------- |
| 1        | 3 de diciembre de 2018  | 7.1% (15.ª)                         | 8.1% (9.ª)                          | 6.5%                                |
| 2        | 3 de diciembre de 2018  | 8.3% (9.ª)                          | 9.2% (6.ª)                          | 8.5%                                |
| 3        | 4 de diciembre de 2018  | 8.6% (9.ª)                          | 9.8% (6.ª)                          | 8.2%                                |
| 4        | 4 de diciembre de 2018  | 10.6% (6.ª)                         | 11.5% (5.ª)                         | 9.7%                                |
| 5        | 10 de diciembre de 2018 | 7.4% (13.ª)                         | 8.1% (9.ª)                          | 6.9%                                |
| 6        | 10 de diciembre de 2018 | 9.1% (9.ª)                          | 10.0% (5.ª)                         | 9.1%                                |
| 7        | 11 de diciembre de 2018 | 7.3% (13.ª)                         | 8.0% (8.ª)                          | 6.2%                                |
| 8        | 11 de diciembre de 2018 | 8.7% (6.ª)                          | 9.5% (5.ª)                          | 7.3%                                |
| 9        | 17 de diciembre de 2018 | 7.1% (14.ª)                         | 7.8% (11.ª)                         | 6.2%                                |
| 10       | 17 de diciembre de 2018 | 8.5% (9.ª)                          | 9.4% (6.ª)                          | 7.2%                                |
| 11       | 18 de diciembre de 2018 | 7.6% (11.ª)                         | 8.5% (8.ª)                          | 6.6%                                |
| 12       | 18 de diciembre de 2018 | 8.7% (7.ª)                          | 9.6% (4.ª)                          | 8.3%                                |
| 13       | 24 de diciembre de 2018 | 6.6% (16.ª)                         | 6.8% (16.ª)                         | 6.1%                                |
| 14       | 24 de diciembre de 2018 | 8.5% (9.ª)                          | 8.9% (7.ª)                          | 7.7%                                |
| 15       | 25 de diciembre de 2018 | 7.0% (14.ª)                         | 7.5% (13.ª)                         | 6.5%                                |
| 16       | 25 de diciembre de 2018 | 8.7% (8.ª)                          | 9.4% (6.ª)                          | 7.7%                                |
| 17       | 7 de enero de 2019      | 5.4% (NR)                           | 6.4% (15.ª)                         | 4.8%                                |
| 18       | 7 de enero de 2019      | 5.7% (19.ª)                         | 6.4% (15.ª)                         | 5.2%                                |
| 19       | 8 de enero de 2019      | 5.7% (NR)                           | N/A                                 | 5.4%                                |
| 20       | 8 de enero de 2019      | 5.9% (NR)                           | 6.5% (20.ª)                         | 5.7%                                |
| 21       | 14 de enero de 2019     | 5.6% (NR)                           | 6.1% (20.ª)                         | 4.7%                                |
| 22       | 14 de enero de 2019     | 6.8% (15.ª)                         | 7.8% (13.ª)                         | 5.7%                                |
| 23       | 15 de enero de 2019     | 5.6% (NR)                           | 6.2% (20.ª)                         | N/A                                 |
| 24       | 15 de enero de 2019     | 6.3% (17.ª)                         | 6.9% (15.ª)                         | N/A                                 |
| 25       | 21 de enero de 2019     | 5.4% (NR)                           | 6.2% (18.ª)                         | 4.4%                                |
| 26       | 21 de enero de 2019     | 6.5% (17.ª)                         | 7.1% (15.ª)                         | 5.5%                                |
| 27       | 22 de enero de 2019     | 3.9% (NR)                           | N/A                                 | 3.6%                                |
| 28       | 22 de enero de 2019     | 5.0% (17.ª)                         | 5.3% (17.ª)                         | 4.3%                                |
| 29       | 28 de enero de 2019     | 5.7% (NR)                           | 6.2% (19.ª)                         | 4.8%                                |
| 30       | 28 de enero de 2019     | 6.9% (13.ª)                         | 7.3% (13.ª)                         | 5.8%                                |
| 31       | 29 de enero de 2019     | 5.7% (19.ª)                         | 6.0% (15.ª)                         | N/A                                 |
| 32       | 29 de enero de 2019     | 7.2% (11.ª)                         | 7.7% (10.ª)                         | 6.2%                                |
| Promedio | Promedio                | 7.2%                                | -                                   | -                                   |

## Música
La banda sonora original (OST) de la serie está conformada por las siguientes canciones:

### Parte 1
| No. | Intérpretes                 | Canción           | Letra                         | Música      | Duración |
| --- | --------------------------- | ----------------- | ----------------------------- | ----------- | -------- |
| 1   | Son Seung-yeon y Black Nine | "Shadow" (그림자) | Kang Myeong-shin y Black Nine | ZigZag Note | 3:46     |
| 2   | -                           | "Shadow" (Inst.)  | -                             | ZigZag Note | 3:46     |

### Parte 2
| N.º | Intérprete       | Canción          | Letra          | Música                          | Duración |
| --- | ---------------- | ---------------- | -------------- | ------------------------------- | -------- |
| 1   | JK Kim Dong-wook | "Tattoo"         | Shoulder Bully | Shoulder Bully y Kim Young-hwan | 3:09     |
| 2   | -                | "Tattoo" (Inst.) | -              | Shoulder Bully y Kim Young-hwan | 3:09     |

### Parte 3
| N.º | Intérpretes            | Canción              | Letra      | Música     | Duración |
| --- | ---------------------- | -------------------- | ---------- | ---------- | -------- |
| 1   | Surf Green ft. Dong Ha | "Regression" (회귀)  | Surf Green | Surf Green | 4:18     |
| 2   | -                      | "Regression" (Inst.) | -          | Surf Green | 4:18     |

## Premios y nominaciones
| Año  | Categoría                                                | Premios                  | Nominados        | Resultado |
| ---- | -------------------------------------------------------- | ------------------------ | ---------------- | --------- |
| 2019 | Mejor actriz revelación                                  | 55th Baeksang Arts Award | Lee Seol         | Nominada  |
| 2018 | Gran Premio (Daesang)                                    | 2018 MBC Drama Award     | Shin Ha-kyun     | Nominado  |
| 2018 | Top Excellence Award, Actor in a Monday-Tuesday Drama    | 2018 MBC Drama Award     | Shin Ha-kyun     | Ganó      |
| 2018 | Excellence Award, Actress in a Monday-Tuesday Miniseries | 2018 MBC Drama Award     | Lee Seol         | Nominada  |
| 2018 | Excellence Award, Actor in a Monday-Tuesday Miniseries   | 2018 MBC Drama Award     | Park Ho-san      | Nominado  |
| 2018 | Best Young Actor                                         | 2018 MBC Drama Award     | Kim Gun-woo      | Ganó      |
| 2018 | Mejor actriz revelación                                  | 2018 MBC Drama Award     | Lee Seol         | Ganó      |
| 2018 | In Awe Award                                             | 2018 MBC Drama Award     | Shin Ha-kyun     | Ganó      |
| 2018 | Serie del año                                            | 2018 MBC Drama Award     | "Less Than Evil" | Nominado  |

## Producción
La serie fue desarrollada por Park Jae-beom. También es conocida como "Bad Detective".
Está basada en la popular serie británica Luther de Neil Crosse, transmitida desde el 4 de mayo del 2010 y protagonizada por Idris Elba.
La serie fue dirigida por Kim Dae-jin y Lee Dong-hyun (이동현), quien contó con los guionistas Heo Joon-woo (허준우) y Kang Yi-hun (강이헌).
Mientras que la producción fue realizada por Yoo Hyun-jong, quien tuvo el apoyo de los productores ejecutivos Teddy Jung y Kim Sang-young.
La primera lectura de guion se llevó a cabo a principios de septiembre de 2018 con la asistencia del elenco y el equipo de producción en el edificio de la MBC en Sangam-dong.
La serie contó con la participación de las compañías de producción MBC e iHQ.

### Popularidad
A su estreno la serie obtuvo impresionantes índices de audiencia, ocupando el primer lugar en su franja horaria durante su estreno el 3 de diciembre, y alcanzó índices de audiencia de dos dígitos con su segunda emisión la noche siguiente. Según "Good Data Corporation", durante la semana del 29 de noviembre al 5 de diciembre de 2018, “Less than Evil” fue también el drama transmitido de lunes a martes más comentado que se emitió en cualquier cadena, transmisión pública o cable.
Además, los actores Shin Ha-kyun y Lee Seol ocuparon el segundo y primer lugar respectivamente en la última entrega de la lista de "Netizen Best Interest", que clasifica los temas de tendencia y las palabras clave populares.